# Bawarskie królowe

## Królowe Bawarii 1806-1918
Po rozwiązaniu Świętego Cesarstwa Rzymskiego dotychczasowi elektorzy przyjęli tytuły królów.
| # | Imię                              |  | Urodzona                    | Zmarła                         | Czas rządów | Rodzice |
| - | --------------------------------- |  | --------------------------- | ------------------------------ | ----------- | --- |
| 1 | Karolina Fryderyka Badeńska       |  | 13 lipca 1776 Karlsruhe     | 13 listopada 1841 Monachium    | 1806–1825   | Karol Ludwik (1755-1801), książę Badenii Amalia Hesse-Darmstadt (1754-1832), c. Ludwika IX, landgrafa Hesse-Darmstadt            |
| 2 | Teresa von Sachsen-Hildburghausen |  | 8 lipca 1792 Seidingstadt   | 26 października 1854 Monachium | 1825–1848   | Fryderyk (1763−1834), książę Sachsen-Altenburg Charlotta Luiza (1769−1818), c. Karola II, wielkiego księcia Mecklenburg-Strelitz |
| 3 | Maria Fryderyka Pruska            |  | 15 października 1825 Berlin | 17 maja 1889 Hohenschwangau    | 1848–1864   | Wilhelm Pruski (1783–1851), książę Prus Maria Anna Hesse-Homburg (1785-1846)                                                     |
| 4 | Maria Teresa Habsburg-Este        |  | 2 lipca 1849 Brünn          | 3 lutego 1919 Chiemgau         | 1913–1918   | Ferdynand IV (1821-1849), książę Modeny Elżbieta Franciszka Maria Austriacka (1831-1903), c. Józefa, palatyn Węgier              |